# Triphyllozoon bimunitum
Triphyllozoon bimunitum är en mossdjursart som först beskrevs av Ortmann 1890.  Triphyllozoon bimunitum ingår i släktet Triphyllozoon och familjen Phidoloporidae.

## Underarter
Arten delas in i följande underarter:
- T. b. trimunitum
- T. b. sparsimunitum